# Pemphigus protospirae
Pemphigus protospirae är en insektsart som beskrevs av Lichtenstein 1885. Enligt Catalogue of Life ingår Pemphigus protospirae i släktet Pemphigus och familjen långrörsbladlöss, men enligt Dyntaxa är tillhörigheten istället släktet Pemphigus och familjen pungbladlöss. Arten är reproducerande i Sverige. Inga underarter finns listade i Catalogue of Life.